# Tun
Tun är en ort i Lidköpings kommun och kyrkbyn i Tuns socken i Västergötland. 2015 förlorade Tun sin status som tätort på grund av folkmängden minskat till under 200 personer, och från 2015 avgränsar SCB här en småort.

## Historia
Det finns flera fornlämningar i Tun, bland annat flera gravhögar. Mest iögonfallande är dock det stora gravröset Stenkullen.
Orten har vuxit fram kring Tuns kyrka och var också ändstation för den smalspåriga Lidköping-Kållands järnväg, öppnad 1908 och nedlagd 1939. 

Vid kyrkan i Tun öppnades redan 1763 en allmän skola för pastoratets barn, nästan ett sekel innan den allmänna folkskolan infördes i landet, bekostad av kyrkoherde Jonas Silvius. Denna föregångsskola hade också bespisning för fattiga barn. Jonas Silvius har även fått en gata uppkallad efter sig, Silvii väg.

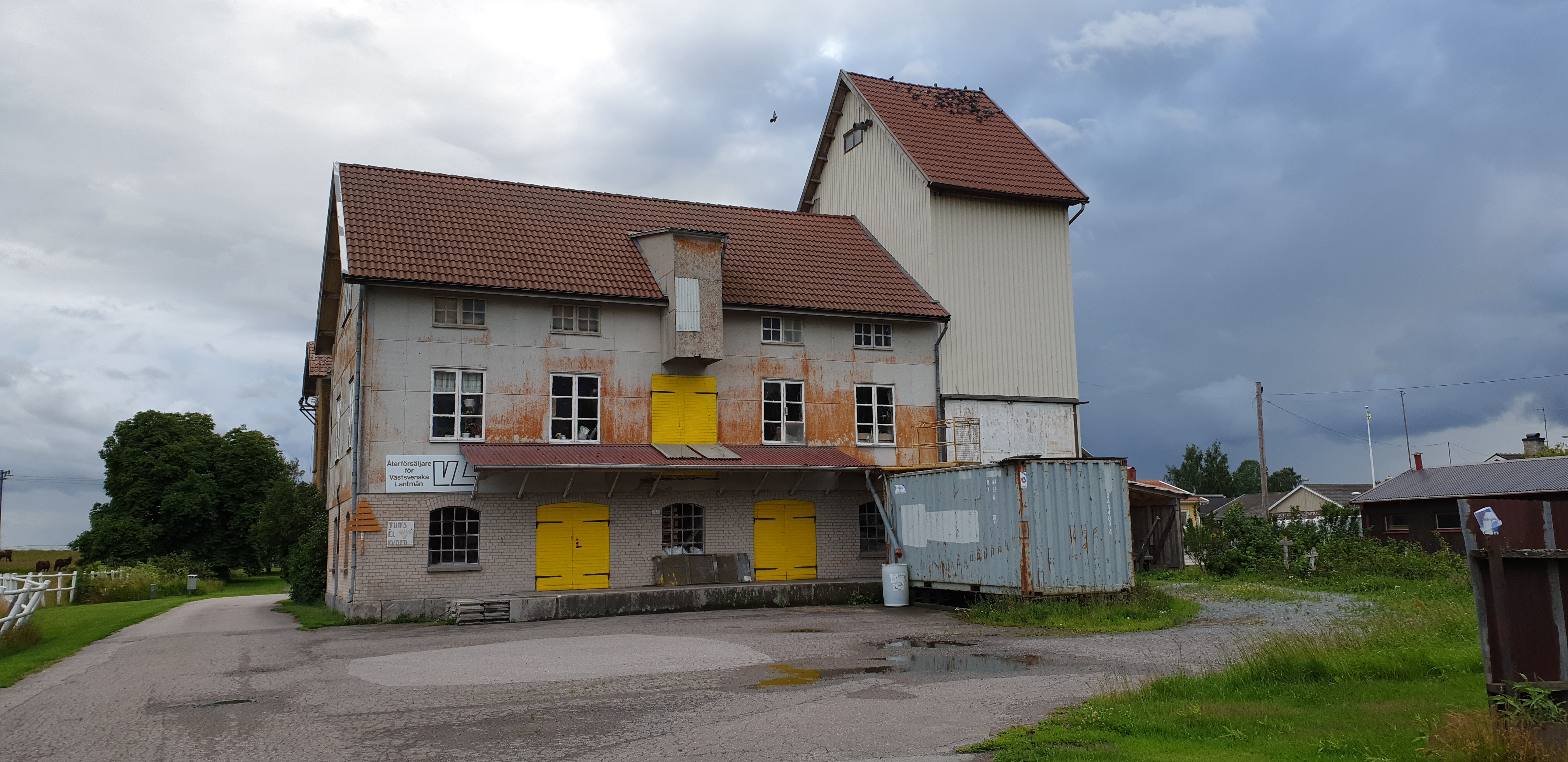
Tuns elkvarn
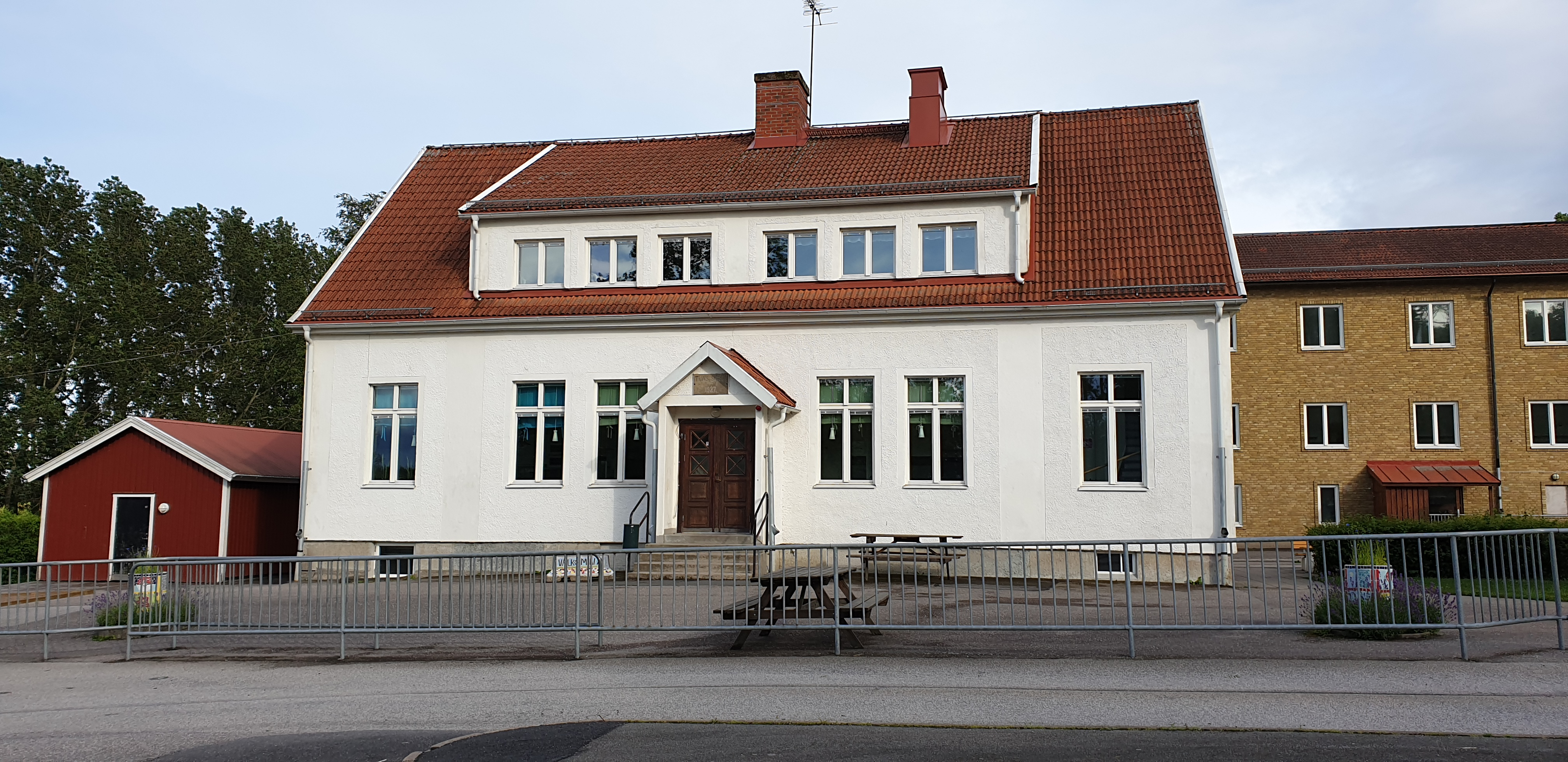
Tuns skola
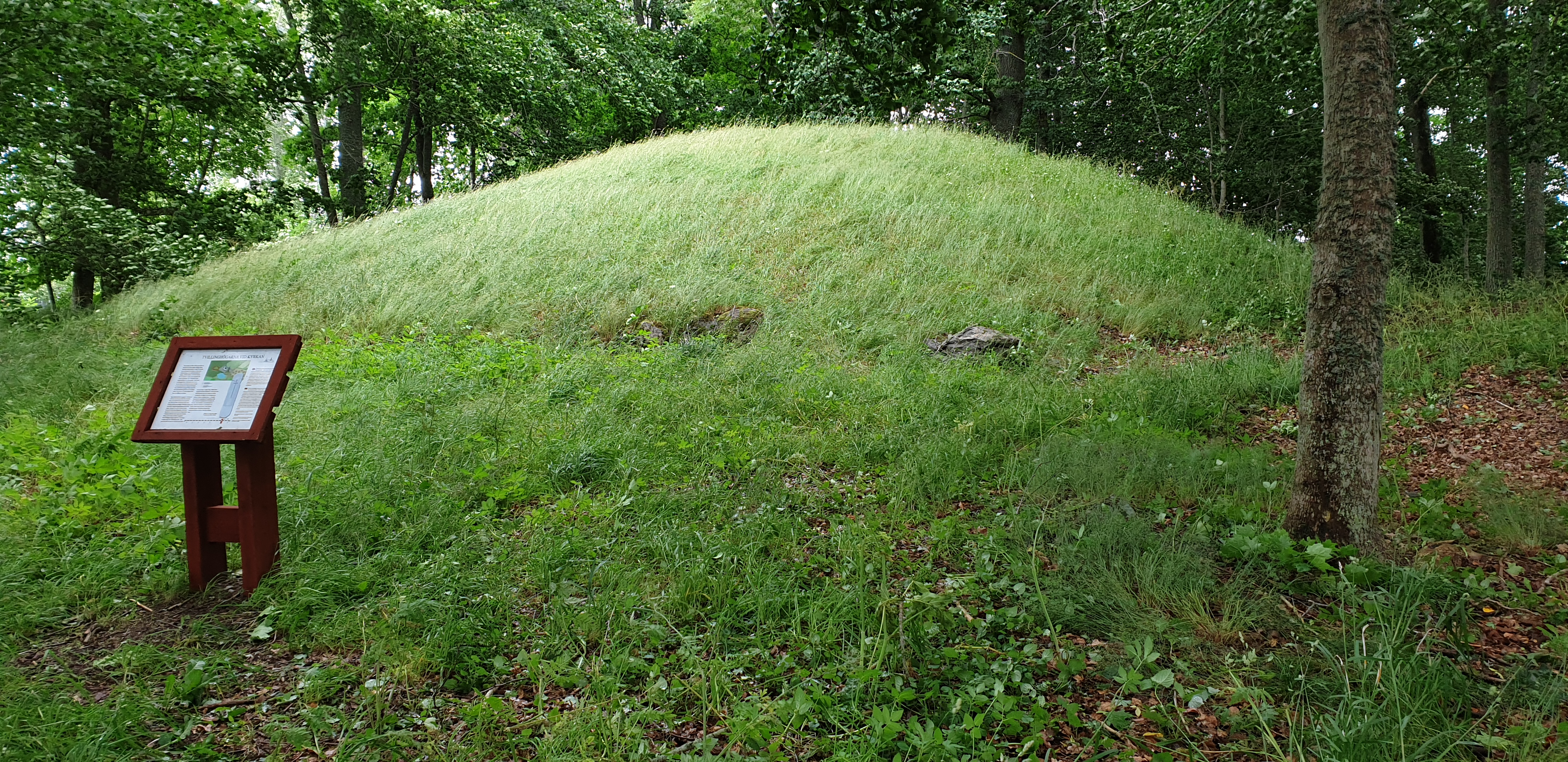
Gravhög nordväst om Tuns kyrka
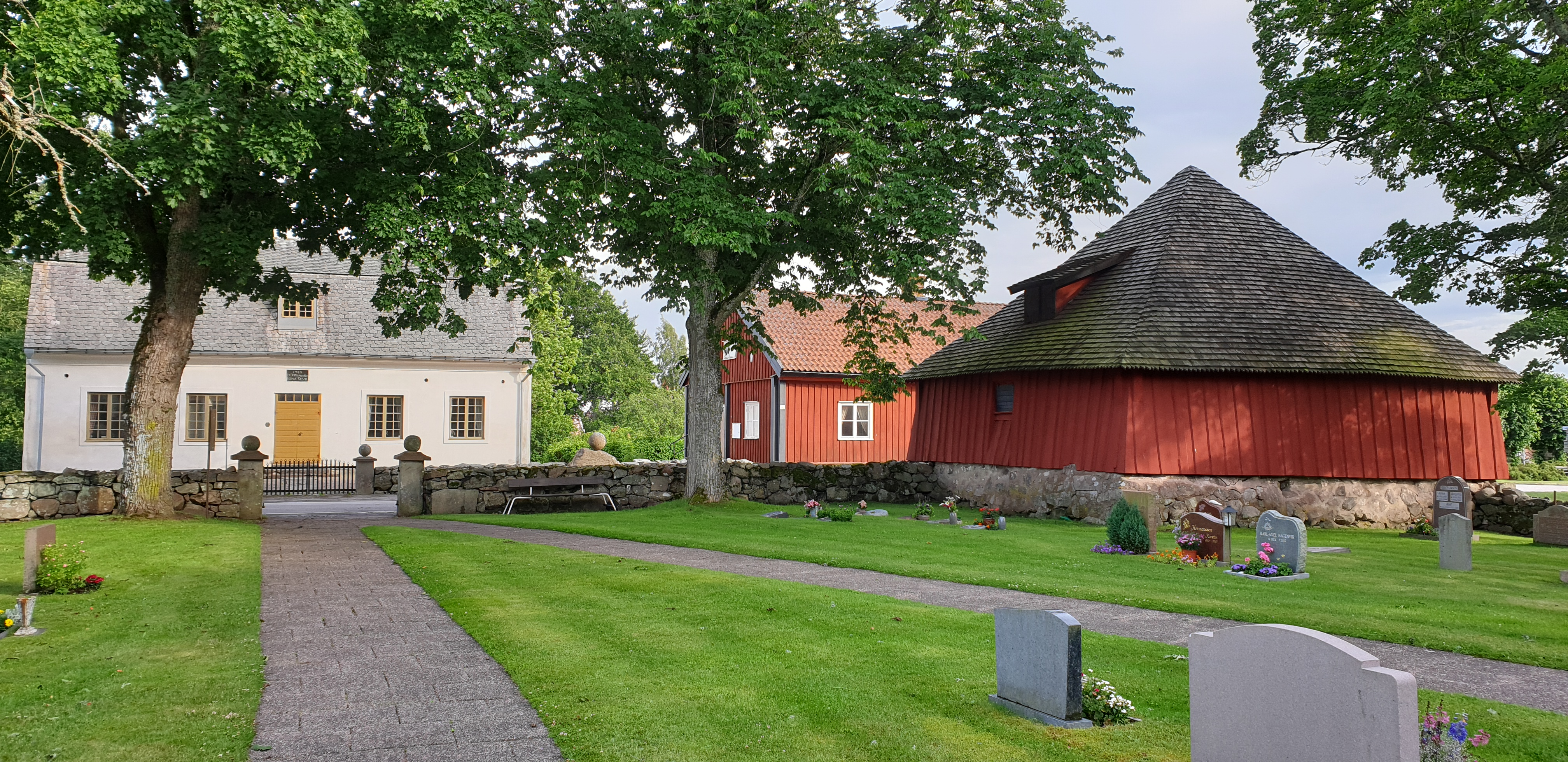
Skolmagasinet, skolan och rektorsbostaden som Jonas Silvius lät uppföra omkring 1770.
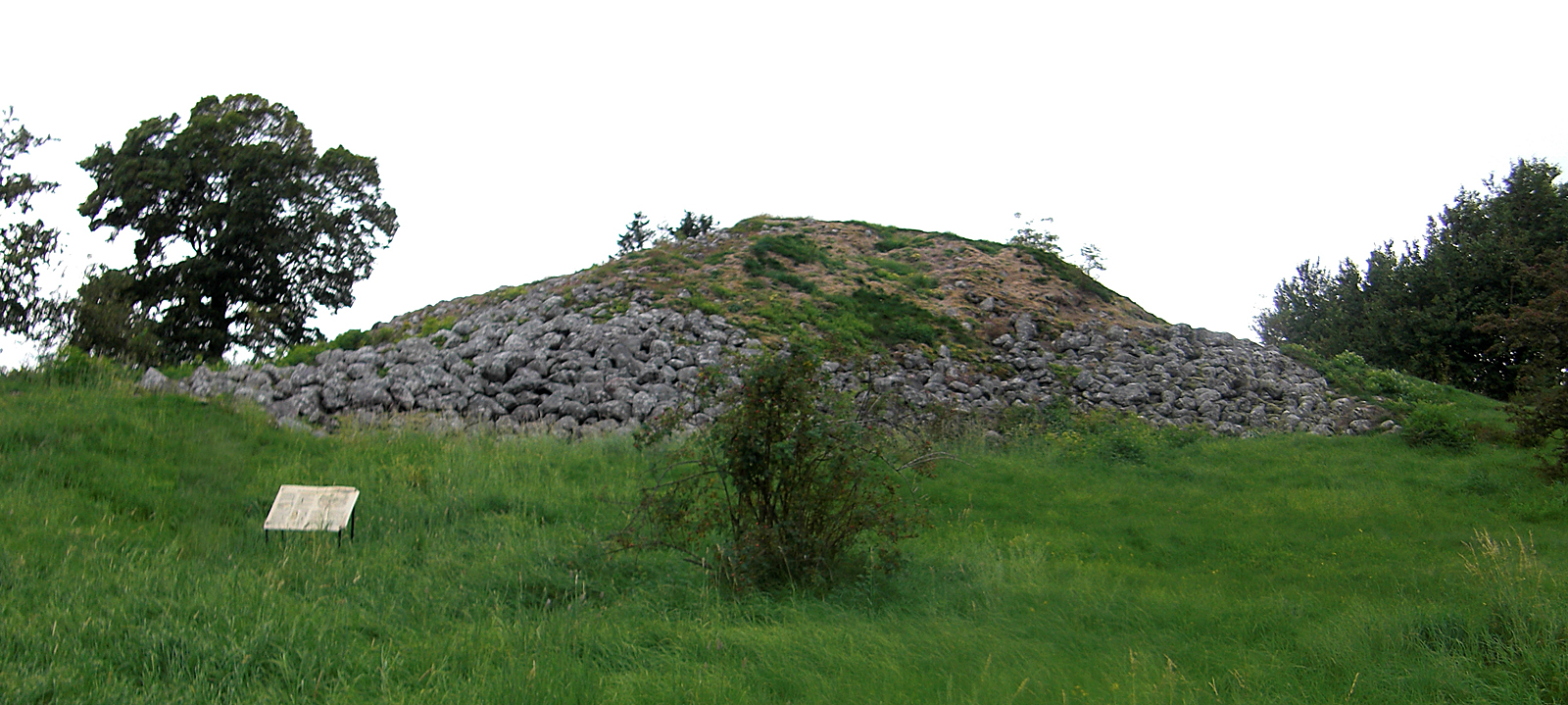
Bronsåldersröset Stenkullen vid Tuns gamla tomt. Röset är 60 meter i diameter och 7 meter högt.

### Befolkningsutveckling
| Befolkningsutvecklingen i Tun 1960–2015                                                                        | Befolkningsutvecklingen i Tun 1960–2015 | Befolkningsutvecklingen i Tun 1960–2015 | Befolkningsutvecklingen i Tun 1960–2015 | Befolkningsutvecklingen i Tun 1960–2015 |
| --- | --------------------------------------- | --------------------------------------- | --------------------------------------- | --------------------------------------- |
| |                                         |                                         |                                         |                                         |
| År |                                         |                                         | Folkmängd                               | Areal (ha)                              |
| 1960 | 1960                                    |                                         | 183                                     | ¤                                       |
| 1965 | 1965                                    |                                         | 221                                     |                                         |
| 1970 | 1970                                    |                                         | 220                                     |                                         |
| 1975 | 1975                                    |                                         | 202                                     |                                         |
| 1980 | 1980                                    |                                         | 262                                     |                                         |
| 1990 | 1990                                    |                                         | 255                                     | 32                                      |
| 1995 | 1995                                    |                                         | 228                                     | 32                                      |
| 2000 | 2000                                    |                                         | 234                                     | 32                                      |
| 2005 | 2005                                    |                                         | 207                                     | 32                                      |
| 2010 | 2010                                    |                                         | 206                                     | 38                                      |
| 2015 | 2015                                    |                                         | 190                                     | 34#                                     |
| Anm.: Ny tätort 1965. Från tätort till småort 2015. ¤ Som tätortsbebyggelse med 150-199 invånare # Som småort. |                                         |                                         |                                         |                                         |

## Samhället
I byn ligger Tuns kyrka, Tuns elkvarn och Tuns skolmagasin. Tuns skola har omkring 80 elever från förskoleklass till år 6. Upptagningsområde för skolan är Tun med omgivande landsbygd. En lanthandel med kaféverksamhet försörjer samhället med dagligvaror, sedan 1938. By-macken är en föreningsdriven bränslestation som öppnade 2012.
I nära anslutning till Tun finns Skaraborgs flygflottilj (F 7), F 7 Gårds- och flottiljmuseum samt före detta Såtenäs villastad.